# Anelosimus pacificus
Anelosimus pacificus är en spindelart som beskrevs av Claude Lévi 1956. Anelosimus pacificus ingår i släktet Anelosimus och familjen klotspindlar. Inga underarter finns listade i Catalogue of Life.